# Strade (Eugenio Finardi)
Strade è il primo album live di Eugenio Finardi, registrato nel 1984 per la Fonit Cetra con la produzione di Angelo Carrara.

## Descrizione
Questo disco venne registrato durante una tournée in Germania nel novembre 1983 dai Dierks Studios di Colonia (Germania) ed editato e mixato nel gennaio 1984 presso lo Studio Radius da Alberto Radius ed Enzo Denna; il montaggio digitale venne poi eseguito da Renato Citterio presso la Fonit Cetra a Milano.

## Tracce
1. Musica ribelle
2. Non è nel cuore
3. Patrizia
4. Amore diverso
5. Notte
6. La radio
7. Valeria come stai
8. Fino in fondo
9. Le ragazze di Osaka
10. Extraterrestre

## Formazione
- Eugenio Finardi – voce
- Bob Callero – basso
- Mauro Gherardi – batteria
- Romano Trevisani – chitarra
- Danilo Madonia – tastiera
- Lucio Dalla – clarinetto in Valeria come stai